# Perthia
Perthia (лат.) — род ракообразных, единственный в составе семейства Perthiidae из отряда бокоплавов (Crangonyctoidea, Gammarida). Пресноводные эндемики Австралии.

## Описание
Тело латерально сжатое. Глаза хорошо развиты, почковидные. Кальцеоли антенн 1—2 крангониктоидные (тип 9). Антенна 1 короче или длиннее антенны 2; стебельчатый членик 1 длиннее членика 2; членик 2 длиннее членика 3; членик 3 короче членика 1; стебельчатые членики 1—2 неколенчатые; вспомогательный жгутик короткий. Гнатопод 2 субхелатный; сходен у самцов и самок (не имеет полового диморфизма); карпус сильно выдаётся по заднему краю проподуса. Переоподы 3—4 не имеют полового диморфизма.

## Классификация
Род включает 2 вида и выделен в монотипическое семейство Perthiidae Williams & Barnard, 1988.
- Perthia acutitelson  Straskraba, 1964[1]
- Perthia branchialis  (Nicholls, 1924)[6]
  - =Neoniphargus branchialis Nicholls, 1924